# Старый Карлыган
Старый Карлыга́н (тат. Иске Карлыган) — татарское село в Лопатинском районе Пензенской области, административный центр Старокарлыганского сельсовета. В переводе с татарского, карлыган — «смородинный».

## География
Расположено на овраге с ручьем Карлыган (левый приток Вершаута) в 27 км на юг от райцентра села Лопатино. 

## История
Поселено в 1704 года. По преданию, основано темниковскими служилыми  татарами, чьими продолжателями рода они считают себя. Село образовалось из трех деревень — Верхнего, Среднего и Нижнего Карлыганов, основанных тремя родоначальниками из служилых людей Петровского уезда. В 1747 г. в основанной между 1719 и 1747 гг. новопоселенной д. Средний Карлыган 30 ревизских душ татар, приписанных к Адмиралтейству для корабельных работ. С 1780 г. — в составе Петровского уезда Саратовской губернии. В 1795 году д. Карлыган казенных крестьян, 10 дворов «некрещеных татар», 262 ревизских души. Высокая плотность населения на один двор – предвестие недавнего прибытия татар и предстоящего их расселения. В 1877 г. - селение Савкинской волости Петровского уезда, 198 дворов, 3 мечети, школа. 
В 1921 г. – в той же волости Петровского уезда, 360 дворов. С 1928 года село являлось центром сельсовета Лопатинского района Вольского округа Нижне-Волжского края. С 1935 года в составе Даниловского района Саратовского края (с 1939 года — в составе Пензенской области). В 1955 г. — в составе Старовершаутского сельсовета, центральная усадьба колхоза имени Кирова. В 1980-е гг. — центр Старокарлыганского сельсовета, центральная усадьба того же колхоза. 

## Население
| 1747  | 1762  | 1795  | 1859  | 1877  | 1884  | 1897  |
| ----- | ----- | ----- | ----- | ----- | ----- | ----- |
| 60    | ↗85   | ↗524  | ↗1054 | ↗1055 | ↗1255 | ↗1434 |
| 1911  | 1921  | 1926  | 1939  | 1959  | 1979  | 1989  |
| ↗2028 | ↗2360 | ↘2198 | ↘685  | ↗716  | ↗923  | ↘749  |
| 1996  | 2002  | 2010  |       |       |       |       |
| ↗807  | ↘752  | ↗755  |       |       |       |       |

## Инфраструктура
В селе имеются школа (филиал МБОУ Средняя общеобразовательная школа с. Даниловка), фельдшерско-акушерский пункт, дом культуры, отделение почтовой связи.

## Религия
В селе есть мечеть (открыта в 1999 году)

## Известные уроженцы
- Мазунов, Мунир Хасанович — татарский поэт, переводчик, журналист.
- Рамазанов, Шигап Алимович — татарский ученый, переводчик, журналист, лингвист, педагог, методист, критик, публицист.